# Aranżacja
Aranżacja albo też aranżowanie – ogół czynności twórczych i technicznych związanych z rozwinięciem utworu muzycznego i nadaniem mu nowego obrazu dźwiękowego. W węższym znaczeniu, w jakim używa się tego terminu w muzyce rozrywkowej, aranżacją (opracowaniem) nazywa się przystosowanie utworu do konkretnych warunków wykonania i tendencji panujących aktualnie w muzyce. Aranżację utożsamia się też z utworem, który został aranżowany – tak więc określenie to może oznaczać zarówno proces twórczy (aranżowanie), jak i utwór już zaaranżowany.
Konkretne warunki wykonania to np. dostępny aparat wykonawczy, oczekiwania i upodobania odbiorców bądź klientów, zamawiających aranżację. Określa ona charakter utworu, jego kształt formalny i brzmieniowy, który może daleko odbiegać od aktualnej mody, nadając mu np. charakter etniczny (ludowy), archaiczny itp. Może dotyczyć utworów już istniejących, znanych i wykonywanych wcześniej w innych aranżacjach, lub utworów nowych, gdzie punktem wyjścia do aranżacji jest tylko tzw. prymka, czyli zapis linii melodycznej i najprostszej harmonii. W obu przypadkach aranżer nadaje utworowi nowy, oryginalny wyraz.
W muzyce rozrywkowej i gatunkach pokrewnych istnieje wyraźny rozdział między kompozytorem, tworzącym linię melodyczną i określającym podstawową harmonię i formę utworu, a aranżerem, nadającym utworowi szeroko rozumiany ostateczny kształt i charakter.
Przearanżowaniem określa się zmianę charakteru, stylu muzycznego danego utworu.